# Eustala fragilis
Eustala fragilis là một loài nhện trong họ Araneidae.
Loài này thuộc chi Eustala. Eustala fragilis được Octavius Pickard-Cambridge miêu tả năm 1889.